# Sigma fp
La Sigma fp es una cámara full frame mirrorless de lentes intercambiables de montura L de 24.6 megapixeles desarrollada por Sigma. Fue anunciada públicamente en julio del 2019 y lanzada al mercado el 25 de octubre del mismo año.
Esta cámara ganó el Oro en el Good Design Award en 2019.

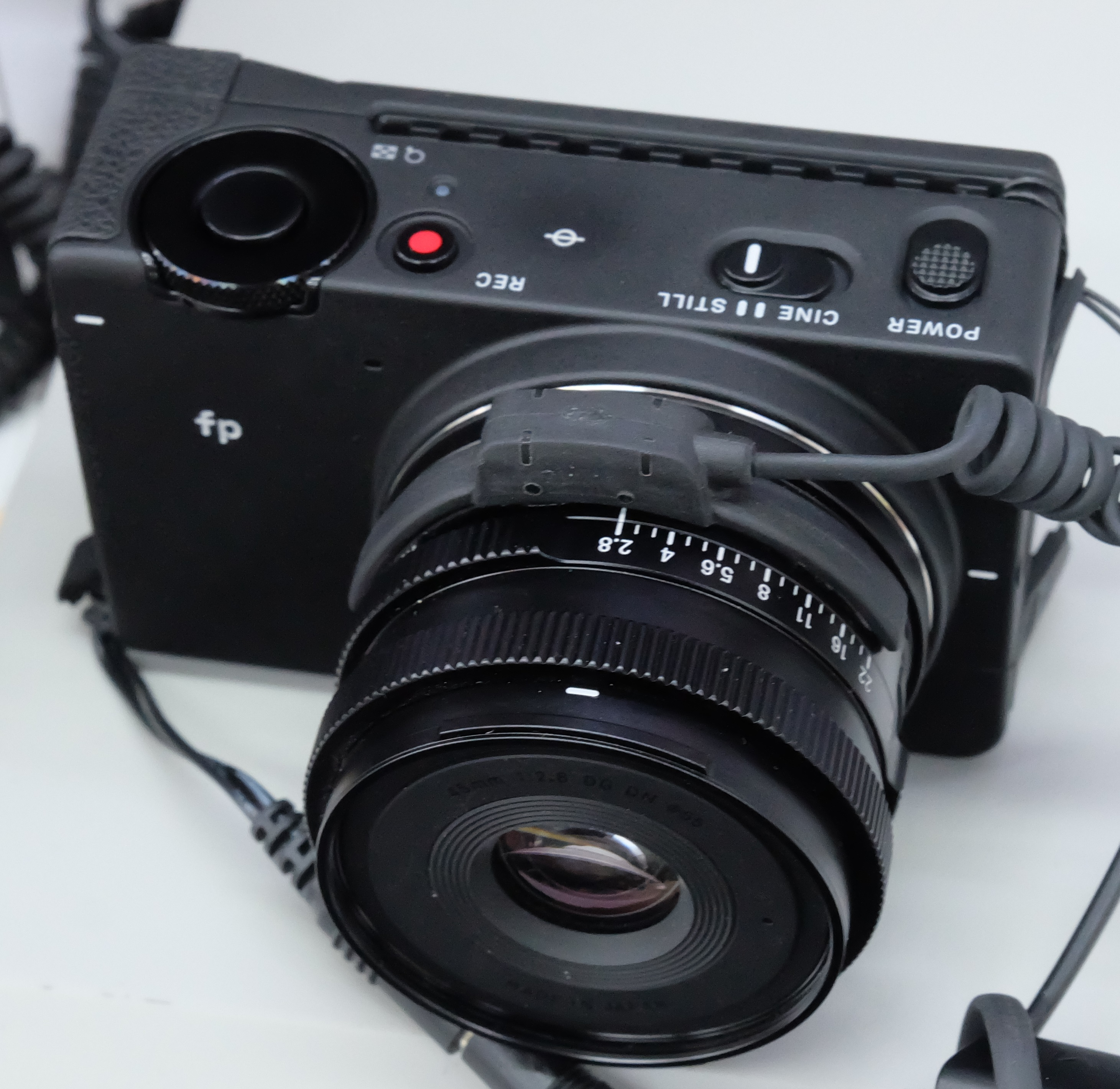
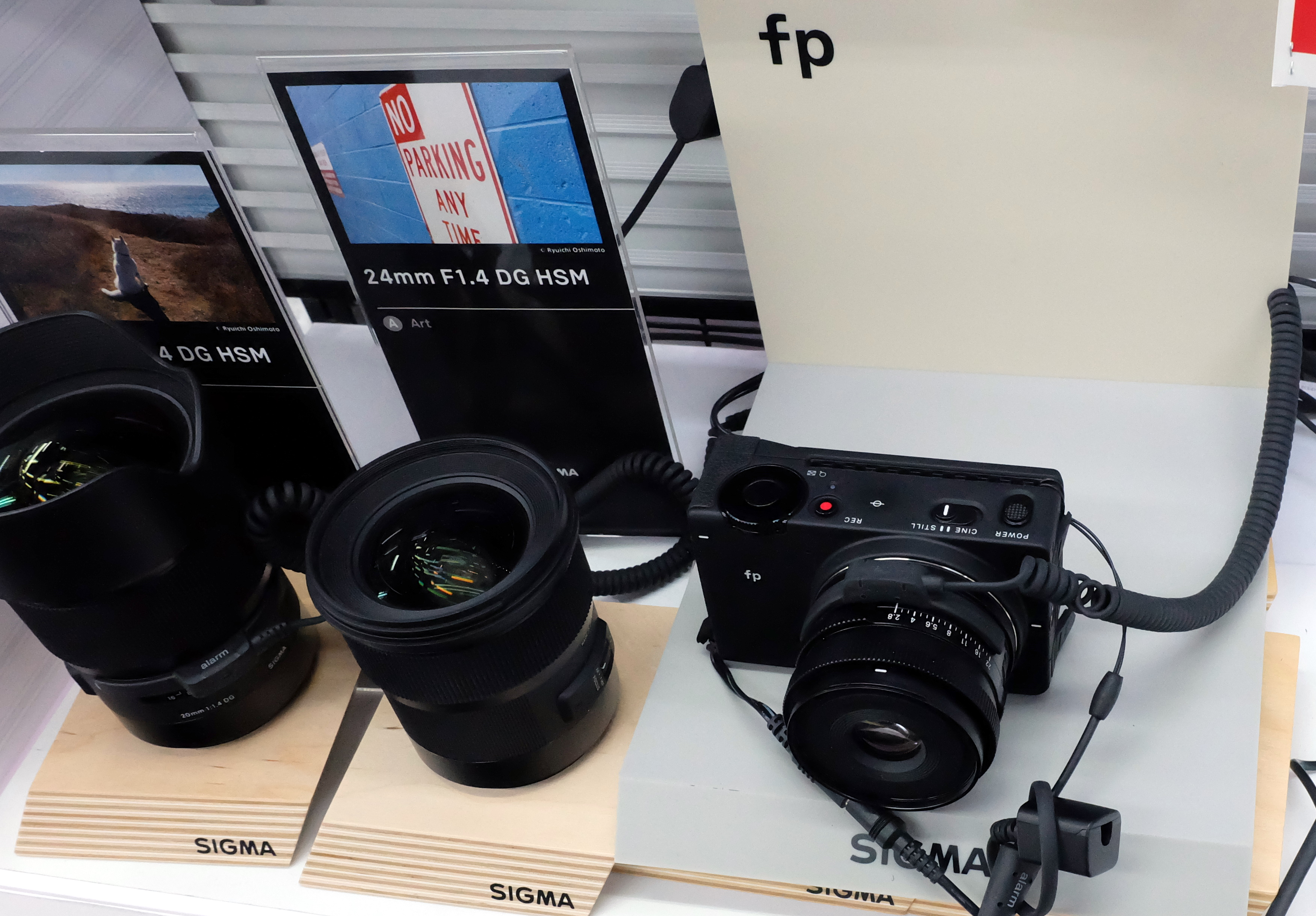
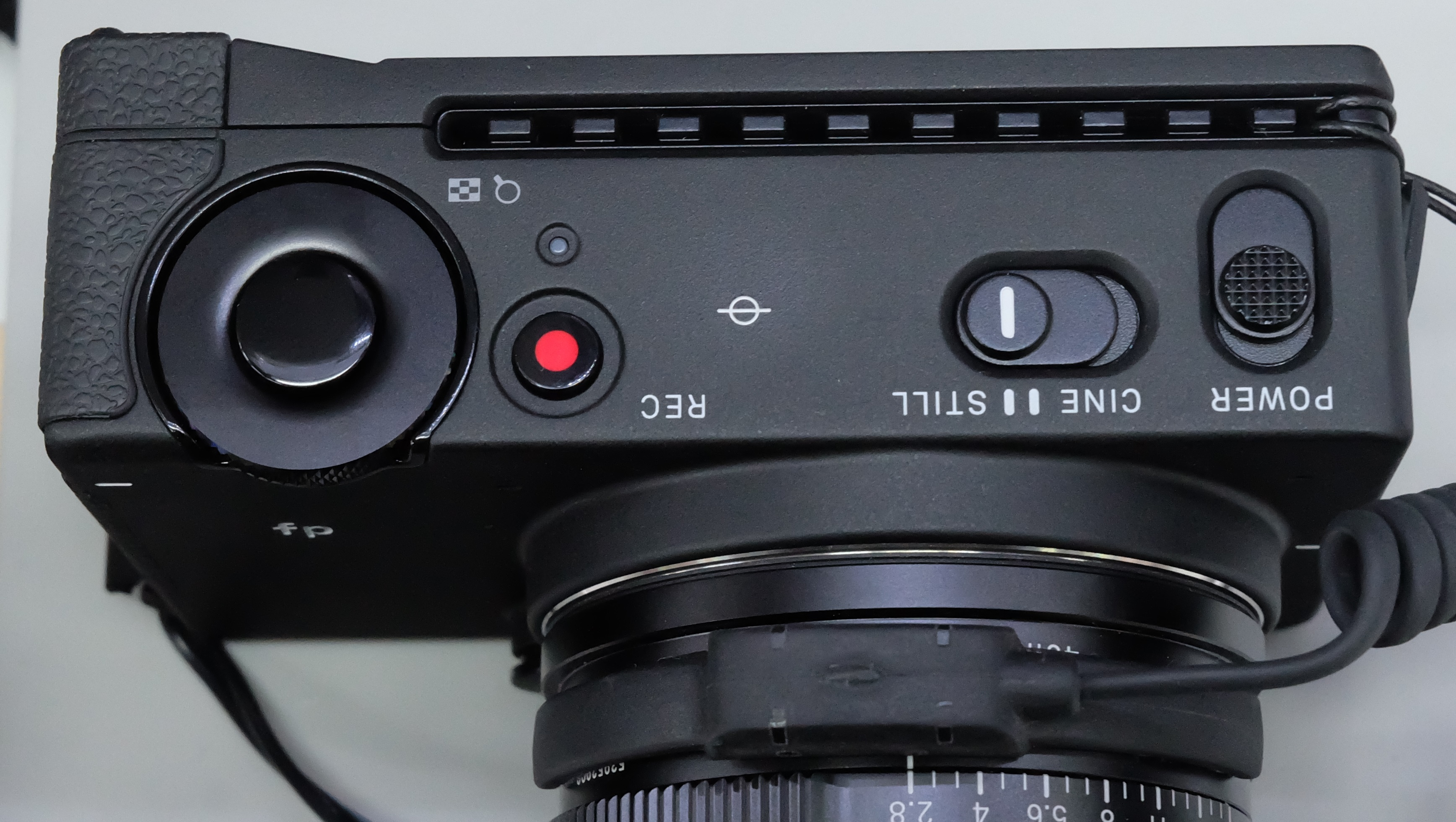
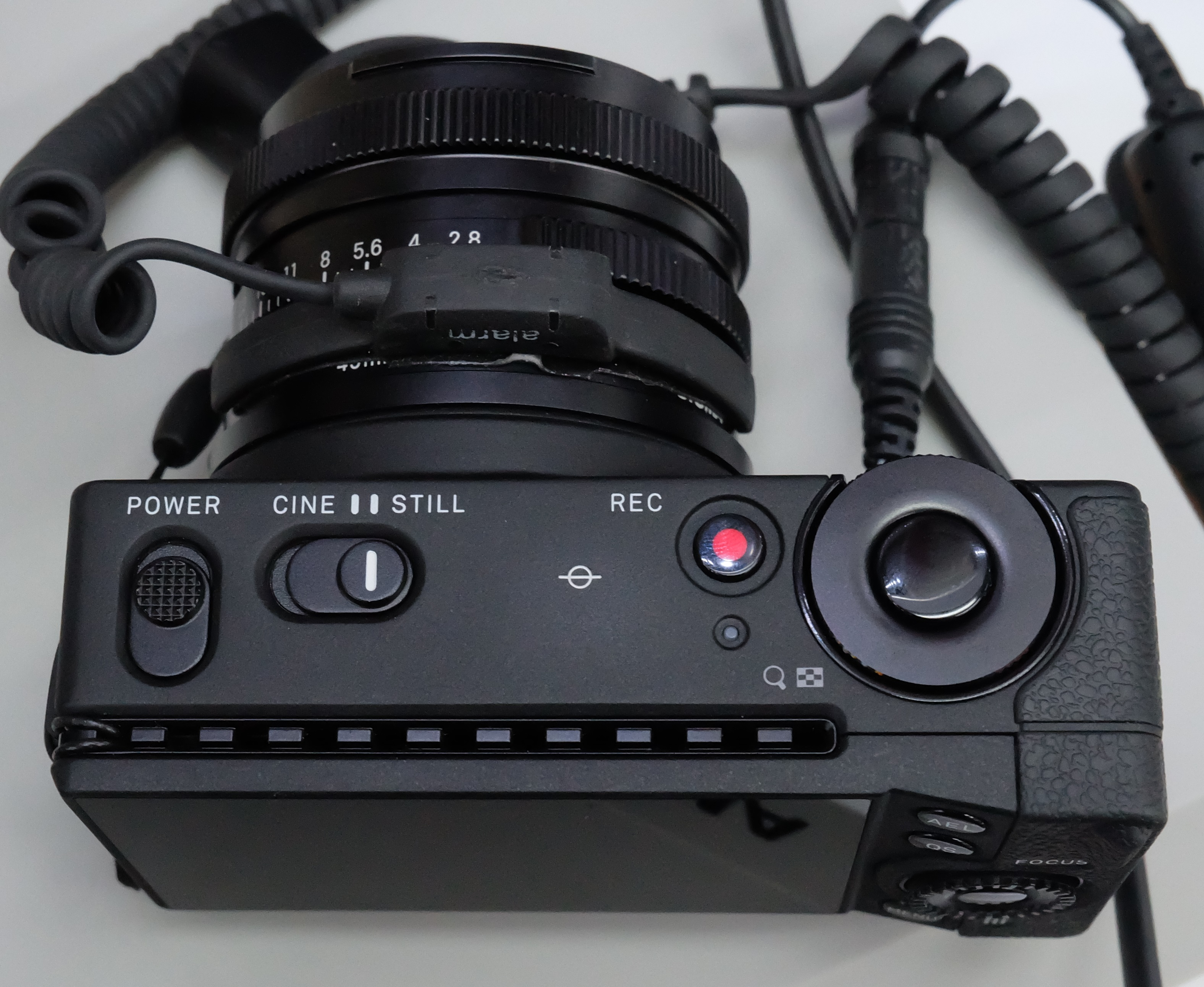
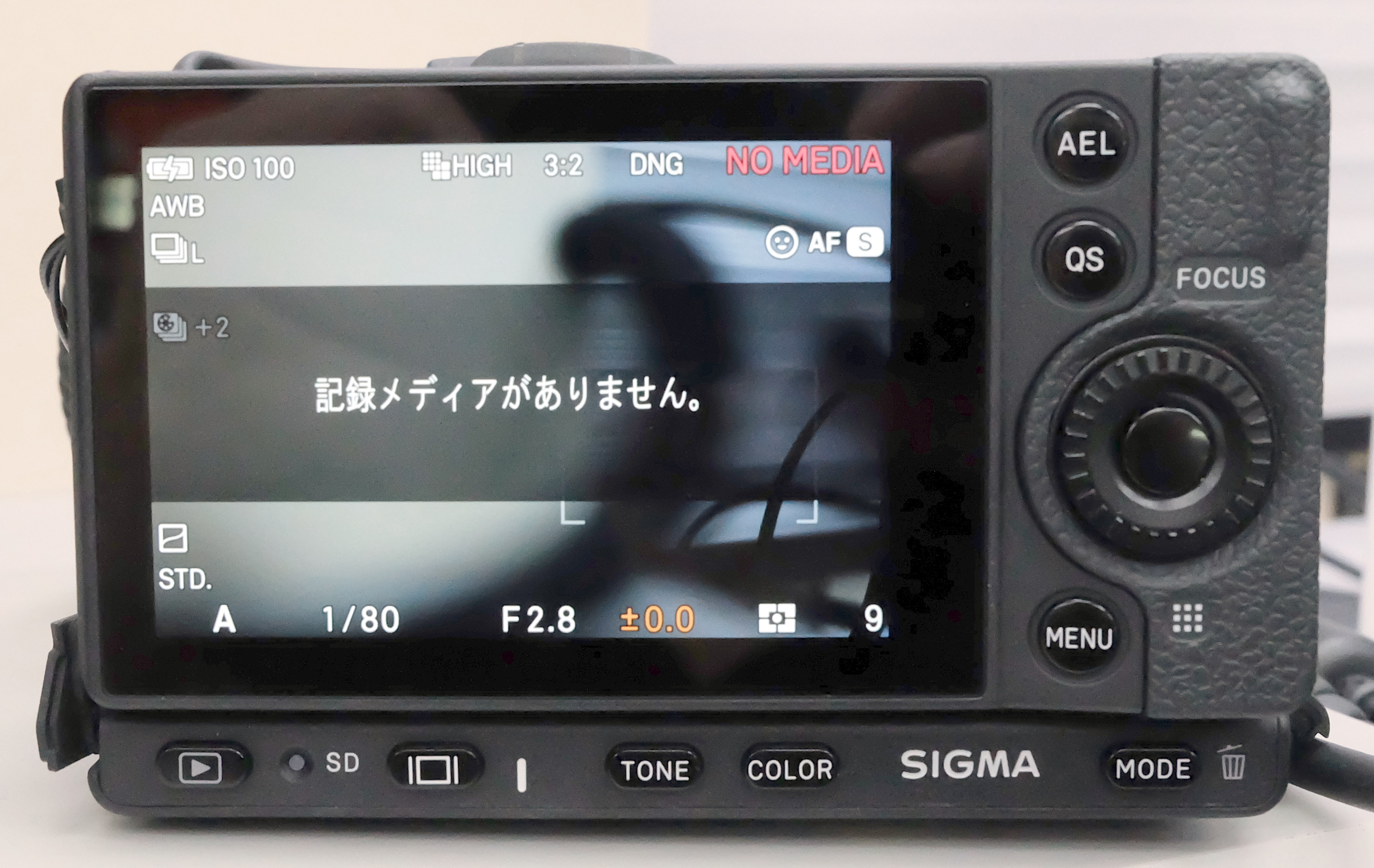
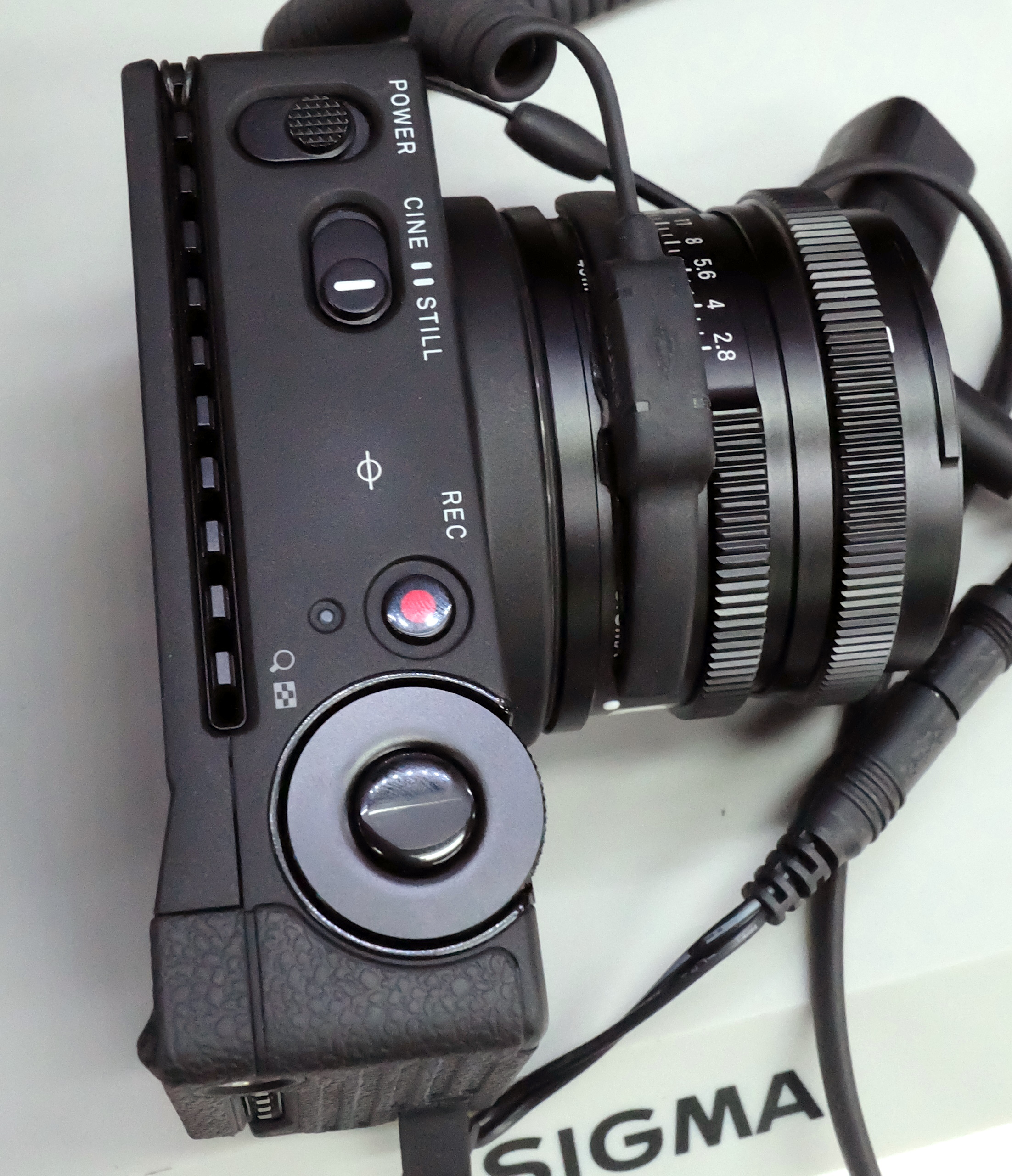